# Australisch rugby sevensteam (mannen)
Het Australisch rugby sevensteam is een team van rugbyers dat Australië vertegenwoordigt in internationale wedstrijden.
Ze spelen in een geel shirt met een gele broek en gele kousen.

## Wereldkampioenschappen
Australië heeft aan elk wereldkampioenschap deelgenomen. In 1993 en 2001 werd zilver behaald.
- WK 1993:
- WK 1997: 5e
- WK 2001:
- WK 2005:
- WK 2009: 10e
- WK 2013: 5e
- WK 2018: 10e
- WK 2022: 4e

## Olympische Zomerspelen
Australië werd achtste op het Olympische debuut van Rugby Seven.
- OS 2016: 8e
- OS 2020: 7e
- OS 2024: 4e